# Juvénal Habyarimana
Juvénal Habyarimana (8. ožujka 1937. – Kigali, 6. travnja 1994.), ruandski političar, pripadnik naroda Hutu. Bio je predsjednik Ruande od 1973. do smrti do koje je došlo rušenjem njegova aviona 1994. Njegovo ubojstvo rasplamsalo je etničke tenzije i bilo povodom genocida u Ruandi. Korišteno je kao razlog za ubijanje Tutsija od strane Hutua.
Bio je vođa Nacionalnog republikanskog pokreta za demokraciju i razvoj. Prije nego što je izabran za predsjednika bio je ministar obrane.